# Letterkaart (oogheelkunde)

Landolt-C ringen

Een letterkaart is een kaart met daarop letters en/of symbolen. Binnen de oogheelkunde is de letterkaart een witte kaart met zwarte symbolen in verschillende groottes erop die gebruikt wordt om iemands gezichtsscherpte voor het zien in de verte te bepalen.
De zwarte symbolen worden optotypen genoemd. Optotypen kunnen bijvoorbeeld zijn: letters, cijfers, plaatjes, zogenaamde E-haken, Landolt-C ringen. De symbolen zijn zo geconstrueerd dat hun globale buitengrootte 5 boogminuten is en hun detailgrootte 1 boogminuut. Met detailgrootte wordt bedoeld de pendikte van de tekening of letter of, zoals in het geval van de Landolt-C ringen, de openingsgrootte van de "letter" C. De kaarten zijn altijd ontworpen om op een vaste afstand te gebruiken (meestal 3, 4, 5 of 6 meter).
De eerste letterkaarten zijn gemaakt door de Nederlandse oogarts Herman Snellen (1834-1908); de naar hem vernoemde Snellenkaart.
Tegenwoordig wordt gebruik gemaakt van de verbeterde LogMARkaart.
Letterkaarten kunnen met een soort diaprojector op de muur worden geprojecteerd of ze kunnen op grote kaarten van 1x1m gedrukt staan. Er zijn ook kaarten met grijze letters, waarbij het contrastzien tegelijkertijd opgemeten kan worden. Een veel gebruikte moderne letterkaart is de ETDRS (Early Treatment of Diabetic Retinopathy Study) kaart. Optotypen kunnen inmiddels ook met een computerscherm worden getoond. 
Er zijn ook kleine letterkaart-boekjes die bedoeld zijn voor het nabijzien.
Het aflezen van de kaart gebeurt per oog. Voor kleine kinderen zijn er daarvoor brilletjes die het andere oog afdekken.